# Centro storico di Angra do Heroísmo
Il centro storico di Angra do Heroísmo, capoluogo dell'isola di Terceira nelle Azzorre, è iscritto nella lista del patrimonio mondiale dell'UNESCO.

## Monumenti

### Monumenti religiosi
- Cattedrale di Angra do Heroismo
- Chiesa della Santissima Misericordia
- Chiesa di Nostra Signora della Concezione
- Chiesa di Nostra Signora del Carmelo
- Cappella di Nossa Senhora dos Remedios

### Monumenti civili
- Ex Palazzo Vescovile
- Municipio
- Palazzo dei Capitani Generali
- Obelisco Alto da Memória
- Palazzo di Santa Catarina